# San Giuseppe Vesuviano
San Giuseppe Vesuviano község (comune) Olaszország Campania régiójában, Nápoly megyében.

## Fekvése
Nápolytól 20 km-re keletre fekszik. Határai: Ottaviano, Palma Campania, Poggiomarino, Striano, San Gennaro Vesuviano és Terzigno.

## Története
A települést a Vezúv 1631-es kitörése után, az Ottavianóból menekült lakosok alapították. 1675-ben épült fel a San Giuseppe-templom a település védőszentjének tiszteletére. A 19. század végén nyerte el önállóságát. 1906-ban a Vezúv egyik kitörése során ismét elpusztult, de teljesen újjáépítették. Napjainkban egyike a leggazdagabb campaniai településeknek.

## Népessége
A népesség számának alakulása:

## Főbb látnivalói
- San Giuseppe-szentély
- Vergine Madre di Dio-templom
- Santa Maria la Scala-templom
- San Francesco d’Assisi-templom